# Орестополь
Орестополь (укр. Орестопіль) — село,
Великомихайловский сельский совет,
Покровский район,
Днепропетровская область,
Украина.
Код КОАТУУ — 1224283406. Население по переписи 2001 года составляло 574 человека .

## Географическое положение
Село Орестополь находится на левом берегу реки Волчья в месте впадения в неё реку Вороная,
выше по течению на расстоянии в 5 км расположено село Новосёловка,
ниже по течению на расстоянии в 3,5 км расположено село Волчье,
на противоположном берегу — село Великомихайловка.

## История
- 1783 — дата основания.

## Экономика
- Черноморец, ЧП.
- ФХ «Найдьон».

## Объекты социальной сферы
- Клуб.